# 阿穆尔斯卡亚河
阿穆尔斯卡亚河（俄语：Река Амурская）或牛荷川（日语：／）是萨哈林州的河流，源起南芦苇山，长30公里，流域面积50平方公里，在洛帕季诺村注入鞑靼海峡。原名洛帕京卡河（俄语：Река Лопатинка）。现名来自鄂温语的“Амар（大河）”。

## 引用
1. ↑  М·Г·瓦西科夫斯基. . 列宁格勒: 气象出版社. 1973 （俄语）.
2. ↑  . Verumwiki （俄语）.
3. ↑  Браславец К. М. . Южно-Сахалинск: Дальневосточное книжное издательство. 1983: 10 （俄语）.